# Neon Pill
Neon Pill é o sexto albúm de estúdio da banda estadunidense de rock alternativo Cage the Elephant. Ele foi lançado em 17 de Maio de 2024 pela RCA Records . O lançamento do albúm marca um intervalo de 5 anos desde o ultimo lançamento Social Cues (2019). A faixa-título homônima foi nominada no Grammy Awards de 2025 como Melhor Performance de Música Alternativa.